# 愛天丸
愛天丸（あいてんまる）は、大日本帝国海軍の特設運送船(給油船)。
元はオランダのタンカー「アルデゴンダ」 (Aldegonda) で、太平洋戦争劈頭に自沈後、日本軍の手によって引き揚げられて「愛天丸」として再生され、スマトラ島とシンガポール（昭南）間の石油輸送にあたった。戦争最末期、輸送ルートが途絶した南方から何としてもガソリンを還送するため、日本軍はオーストラリアの南を経由する遠大な迂回ルートを策定して「愛天丸」を日本に差し向けたが、出発後間もなく、ジャカルタで終戦を迎えた。

## 船歴
「アルデゴンダ」は1931年、オランダのA・F・スマルダース社で建造された。竣工後はネーデルラズ・インディッシュ社の手によって運航され、東南アジア方面で行動をしていた。国際情勢の緊迫によりオランダ海軍に徴用されて特設給油船「TAN 5」となり、太平洋戦争の開戦を迎える。開戦間もない1941年12月28日、「TAN 5」はマラッカ海峡を航行中に日本機の爆撃を受けて損傷するが、大事には至らなかった。その後、日本軍が迫る1942年3月2日にスラバヤで自沈した。
やがて「TAN 5」は日本海軍の手によって浮揚し、時期ははっきりしないが「愛天丸」と命名され、1942年8月5日に海務院から三菱商事船舶部（のちの三菱汽船）に対して運航の委託が命じられた。
浮揚修理が完成した暁には第八艦隊付属となることが内定しており、また船員もマレーやスマトラ方面の人物を採用してもよいということであった。「愛天丸」は9月8日に修理が終わり、「アルデゴンダ」を知っていた現地造船所のオランダ人技師長が「愛天丸」の一般乗組員を集めた。船長など高級船員は日本人が務め、9月中旬から下旬にかけて「愛天丸」のクルーがそろった。30名ばかりの一般乗組員は中国人が主であったが運転士にオランダ人とインドネシア人、機関士に2名のオランダ人2名がおり、中国人乗組員の中には身の回り品一式が入った荷物や、ニワトリを持ち込む者もいて「大陸的風景」と表現された。日本人乗組員は最終的には5名となり、乗組員総計は35名となった。10月12日付で所属が第八艦隊から第一南遣艦隊に変更され、10月15日に処女航海でスラバヤから昭南に向けて航海を行った。「愛天丸」は1943年1月1日付で日本海軍に徴用されて特設運送船（給油）となる。その後は昭南を起点とする石油輸送にあたり、1944年後半以降から連合軍の脅威が迫って状況が困難になっても、輸送任務は継続された。
終戦直前の1945年7月、「愛天丸」は海軍による直接運航となり、シンガポールから日本本土へのガソリン輸送に従事することになった。すでに日本本土へのルートは遮断されていたため、以下のような大迂回航路が策定された。
シンガポール港 - バンカ海峡 - スンダ海峡 - ジャワ島南方 - オーストラリア大陸南方沖 - タスマン海中央 - ニューカレドニア島・フィジー間 - ウェーク島東方 - 釧路港
これは、敵地を通過することで敵潜水艦や敵機の攻撃を回避しようと意図したものであった。
船員は10名を除いて日本人に入れ替えられ、7月15日には「愛天丸」に長谷部喜蔵大佐が指揮官として赴任した。
セレター軍港で船体の補強し、高角砲2門、20ミリ機銃6基、10ミリ旋回機銃4基を装備した「愛天丸」はブクム島でガソリンを積み、8月8日（7日）にシンガポールより出航した。「愛天丸」では擬装用に各国の国旗を用意していたという。また、出港直前に長谷部が病のため退船して指揮官は副官の大尉に代わった。
8月11日、ジャワ海で1機のB-24の攻撃を受けたが、この時は被害はなかった。8月12日、ジャカルタ北方で再びB-29の攻撃を受け、爆弾2発が命中したが、ともに不発であった。また、機銃掃射で負傷者が出た。航行に影響するような被害ではないとみられたが、負傷者発生のため、または先の長い航海のことを考えて修理を行うため「愛天丸」はジャカルタに入港。そこで終戦を迎えることとなった。
「愛天丸」は8月25日にシンガポールに回航され、イギリス海軍に引き渡された。「愛天丸」は1945年11月30日に除籍され、1946年9月30日に解傭された。その後は元のネーデルラズ・インディッシュ社に返却されて船名を「アルデゴンダ」に戻した。1955年にルー・シッピングに売却されて「ラ・フェ」 (La Fe) と改名し、間もなくチン・ファ・シッピングに転売されて「グローリー」 (Glory) と再改名、1965年に解体された。

## 指揮官
1. 長谷部喜蔵 大佐：1945年7月15日[11] - 1945年8月11日
2. 久原正彦 大尉：1945年8月11日[18] -